# 劍形魣
劍形魣又名墨西哥金梭魚，為輻鰭魚綱鱸形目鯖亞目金梭魚科的其中一種，分布於東太平洋區，從墨西哥至厄瓜多海域，體長可達127公分，棲息在大陸棚，屬肉食性，以魚類為食，可做為食用魚及遊釣魚，具利齒，易造成創傷。